# Radio City
Radio City je leta 1995 ustanovljena komercialna radijska postaja iz Maribora.  
Odgovorni urednik radia je Bor Greiner. Studiji se nahajajo v Maistrovem dvoru v Mariboru (Razlagova ulica 4); pred tem je radio City oddajal z lokacije Slovenska ulica 35.

## Oddaje
Radio City je (povzeto po spletni strani radia: radiocity.si) znan predvsem po naslednjih oddajah:
- Vročih 20: glasbena lestvica 20 tujih zabavnih skladb, za katere lahko glasujejo poslušalci; na sporedu vsako soboto od 12. do 14. ure s ponovitvijo vsak četrtek med 21. in 23. uro[3]
- Slovenskih vročih 20: glasbena lestvica 20 slovenskih zabavnih skladb z voditeljico Natalijo Veronik, za skladbe lahko glasujejo poslušalci; na sporedu vsak torek med 21. in 23. uro[4]
- Party hit mix: "DJ City miksa, Slovenija pleše" ; na sporedu vsak petek in soboto med 20. in 24. uro[5][6]
- Osemdeseta ob osmih: oddaja z glasbo iz 80. let 20. stoletja z voditeljico Matejo Car; na sporedu od nedelje do četrtka od 20. do 21. ure[7]
- Reporter Milan: nekajminutna satirična oddaja istoimenske kulturno umetniške skupine (pričela delovati 1. aprila 2001[8]) v obliki skečev (ki so pogosto zaznamovani z aktualno (lokalno) tematiko), v kateri nastopajo Matjaž Šalamun (kot Šalca), Tine Križanič (kot Tine) in Dejan Vedlin (kot reporter Milan).
- Komentirani prenosi tekem nogometnega kluba Maribor[9]
- Dan v mestu: lokalna informativna oddaja; na sporedu med tednom zvečer
- Kviz brez Googla: oddaja, v kateri za denarno nagrado tekmujejo naključni mimoidoči, ki si skušajo z odgovarjanjem na štiri vprašanja splošne razgledanosti/vezana na aktualne teme priigrati denarno nagrado (za vsak pravilen odgovor je nagrada 10 €), pri čemer je vsako nadaljnje vprašanje težje; tekmovalec si med sodelovanjem ne sme pomagati s pomočjo spleta, lahko pa za pomoč prosi drugega mimoidočega ali voditelja rubrike[10]
- Aha efekt: oddaja, za katero lahko poslušalci pošljejo neobičajna, nenavadna vprašanja in dobijo v zameno odgovor; na sporedu med tednom nekaj minut pred 8. uro[11]

## Frekvence
Na širšem območju Maribora, Ptuja, Murske Sobote, Slovenske Bistrice in Šentilja je radio City slišen na frekvenci 100,6 MHz, v celjski regiji na frekvenci 100,8 MHz, ter na območju Ljubljane na frevenci 99,5 MHz. Program oddaja tudi preko spleta ter digitalnega radia DAB+. 